# Yeadon (Royaume-Uni)
Pour les articles homonymes, voir Yeadon.
Yeadon est une ville du Royaume-Uni.